# Hendrik Willem Mesdag
Hendrik Willem Mesdag, né à Groningue le 23 février 1831 et mort à La Haye le 10 juillet 1915, est un peintre néerlandais.

## Biographie
Hendrik Willem Mesdag est le fils du banquier Klaas Mesdag et de son épouse Johanna Wilhelmina Van Giffen. Mesdag est encouragé par son père, lui-même peintre amateur, à peindre également, en parallèle à sa carrière de banquier. Hendrik Willem épouse en 1856 la fille d'un riche négociant en bois mennonite, Sientje van Houten et, lorsqu'ils héritent de la fortune de Klaas, le couple se consacre à la peinture, Hendrik mettant fin à sa carrière dans la banque. Le frère de Hendrik Willem est le peintre Taco Mesdag. L'un des frères de Sientje, Samuel van Houten, est ministre.
Sur les conseils de Lawrence Alma-Tadema, Hendrik étudie à Bruxelles auprès de Willem Roelofs. En 1868, lors d'un voyage, il découvre les paysages maritimes du nord de l'Allemagne et décide de se spécialiser dans la peinture de marines. Il fréquente un groupe de peintres de La Haye, que l'on nommera plus tard l'École de La Haye. Il s'installe dans cette ville en 1868 où il profite de la proximité de la mer. En 1870, il expose au Salon de Paris et remporte une médaille d'or pour Les Brisants de la mer du Nord. Cela lance sa carrière à l'international.
Il rejoint la Société des beaux-arts de La Haye, le « Pulchri Studio », dont il est élu président en 1889.

## LePanorama Mesdag
Il peint le Panorama Mesdag en 1880-1881. Vaste toile de 120 mètres de long pour 14 mètres de haut, ce panorama figure le village côtier de Schéveningue, à quelques kilomètres de La Haye. Installé dans une rotonde dont l'éclairage est assuré par une verrière, le panorama donne l'illusion au spectateur qu'il se situe face à la réalité et non à une toile peinte. Restauré, le Panorama Mesdag se visite toujours : c'est le plus ancien panorama au monde conservé dans son bâtiment d'origine. 

## Le musée Mesdag à La Haye
En 1903, Mesdag lègue sa maison de Laan Van Meerdervoort et sa collection de tableaux aux Pays-Bas. Sa maison est aujourd'hui un musée qui porte son nom, De Mesdag Collectie, distinct du Panorama Mesdag et de sa galerie de tableaux. Ce musée est fameux pour ses tableaux de Camille Corot, Gustave Courbet, Constant Troyon, Théodore Rousseau, entre autres, ainsi que de nombreux objets (céramiques, sculptures).

## Œuvres
- La Lorelei (?) - Esquisse, huile sur toile, 16 x 24 cm, Gray (Haute-Saône), musée Baron-Martin.

## Galerie

Œuvres de Hendrik Willem Mesdag
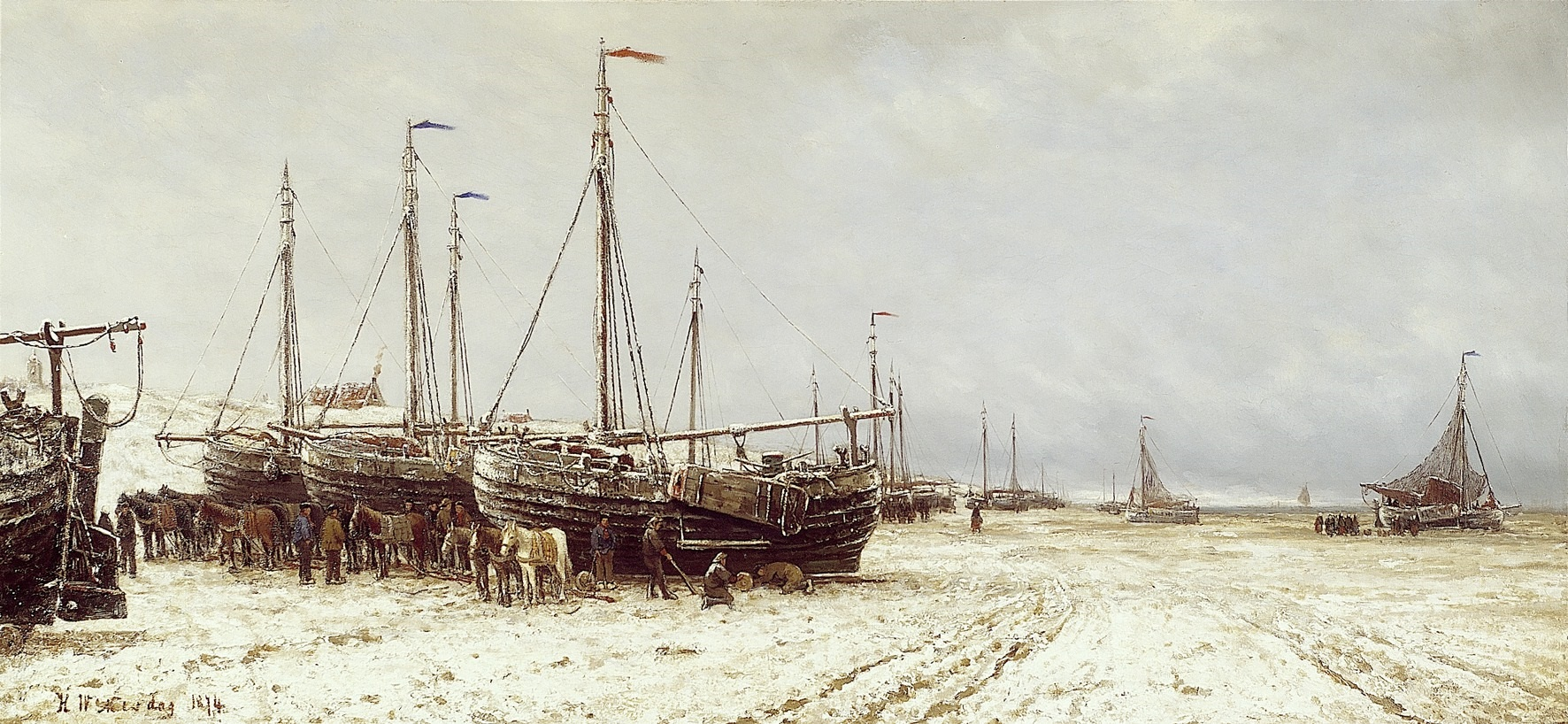
Bateaux sur la plage de Schéveningue (1874), Amsterdam, Rijksmuseum.
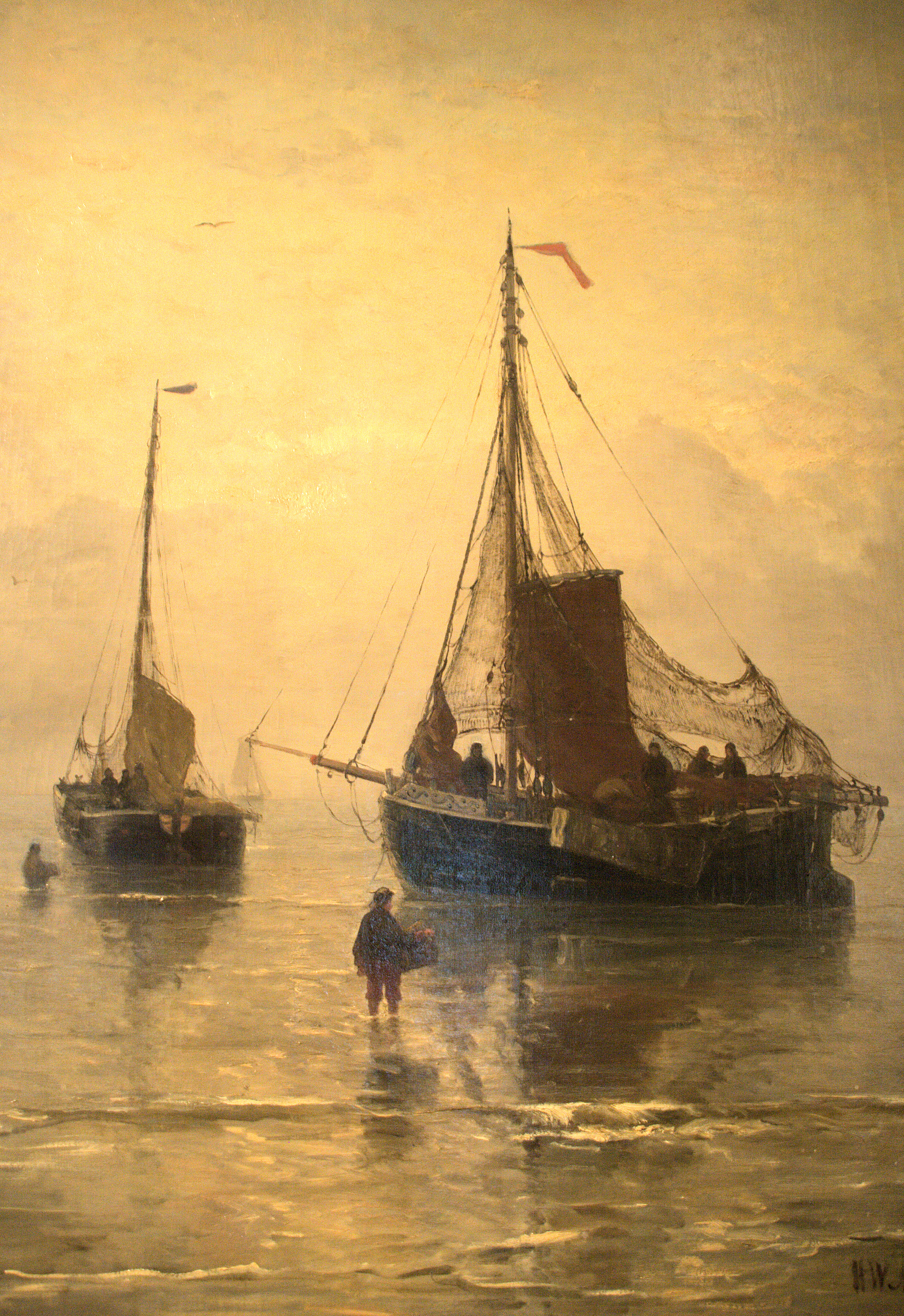
Arrivée de la marée (1875), Flardingue, Museum Vlaardingen (nl).
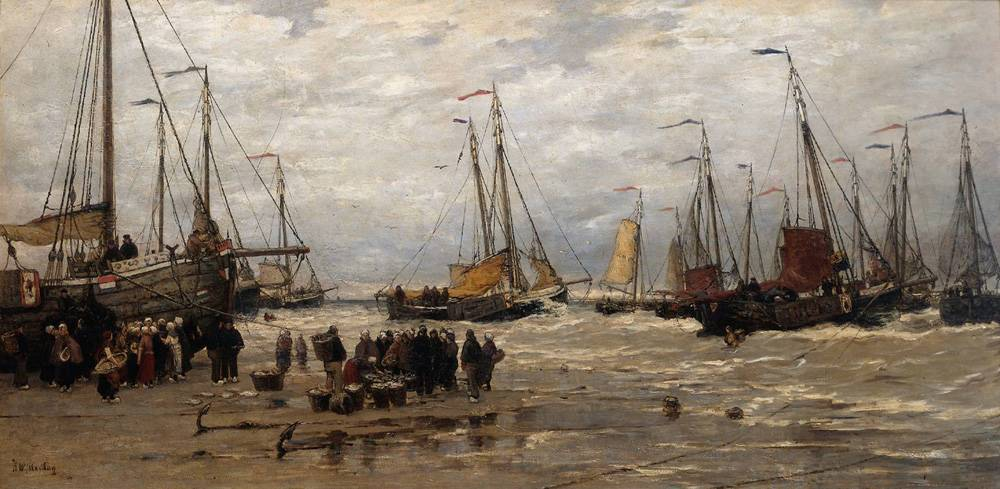
Prises de pêcheurs sur les brisants (vers 1875-1885), Amsterdam, Rijksmuseum.
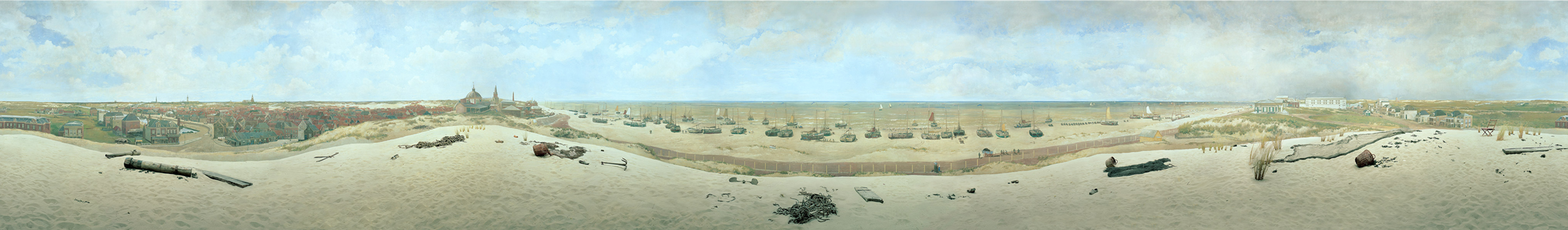
Panorama Mesdag (1880-1881), La Haye.
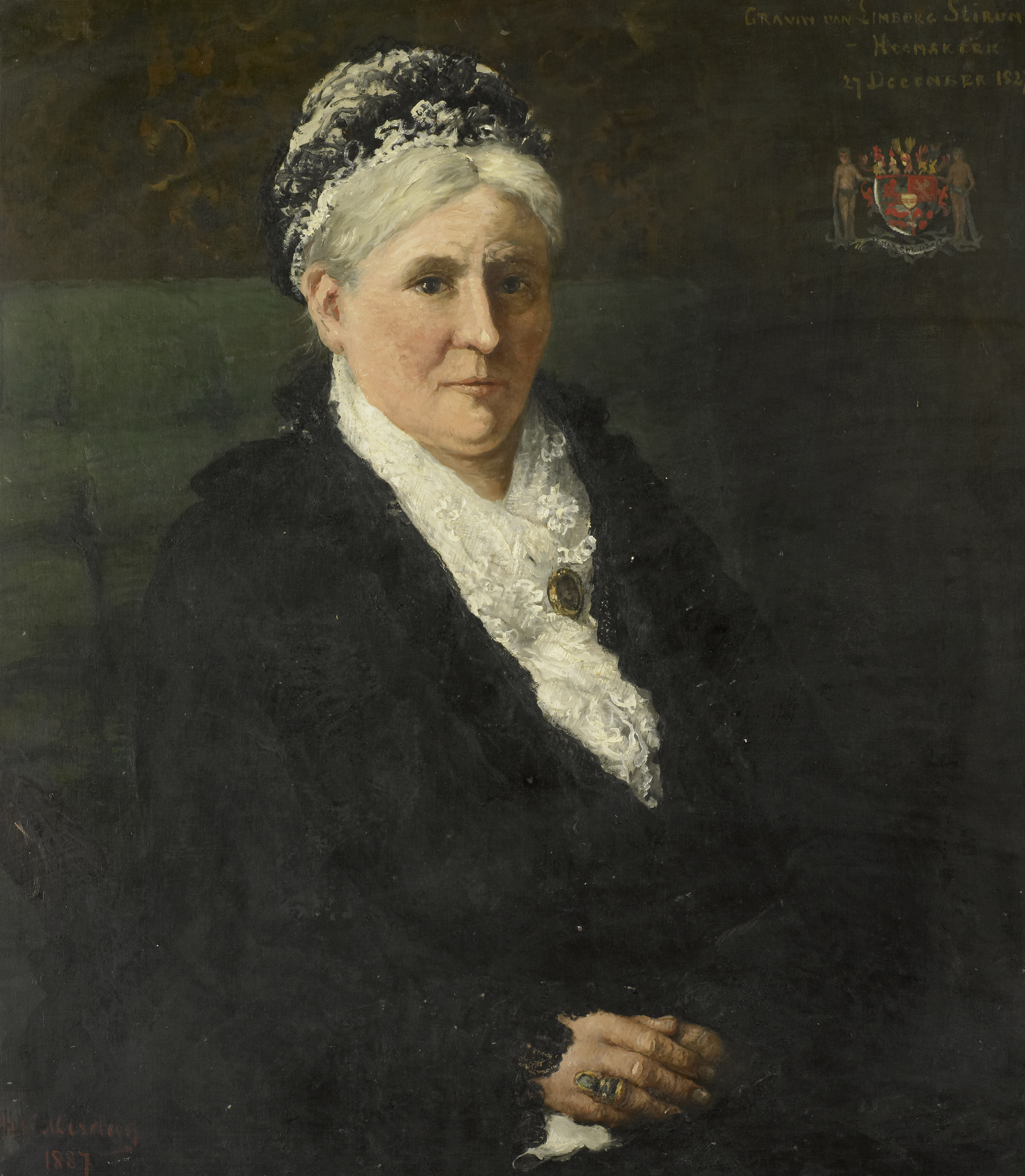
Maria Hermina Heemskerk (1887), Amsterdam, Rijksmuseum.
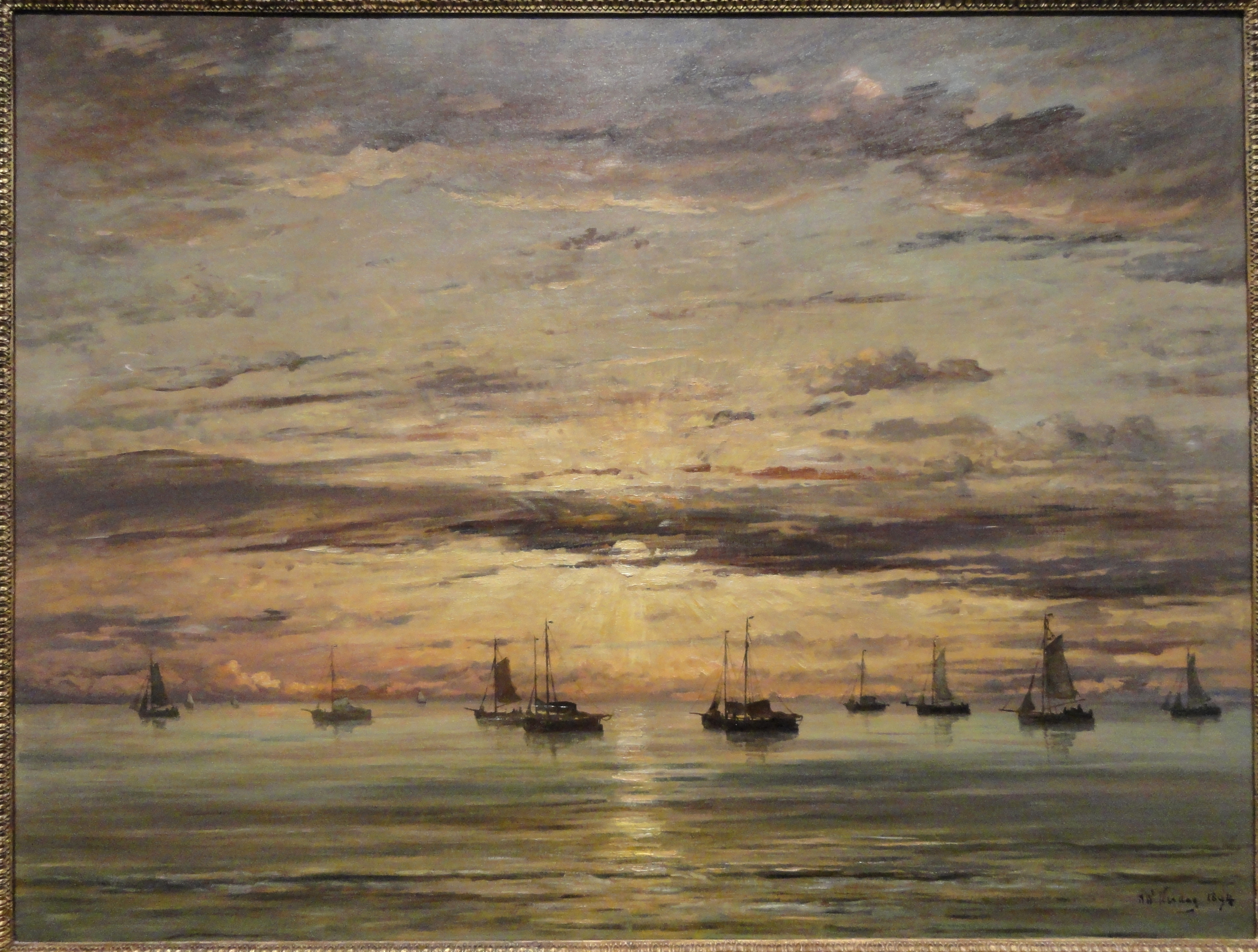
Coucher de soleil à Schéveningue, une flotte de bateaux de pêche à l'ancre (1894), Washington, National Gallery of Art.
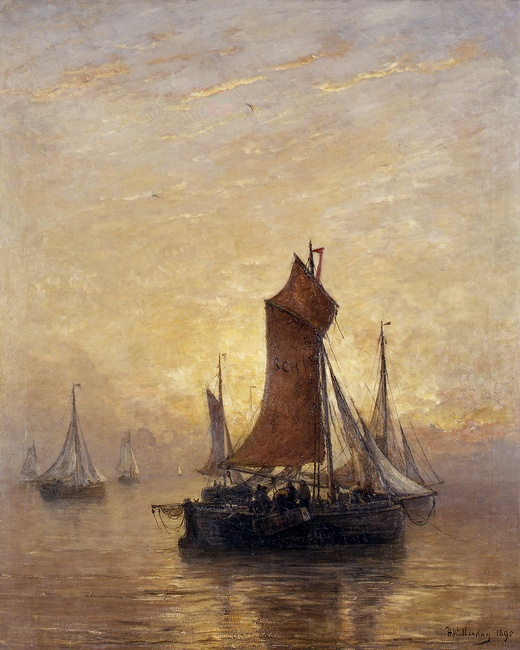
Marine (1895), musée d'art moderne et contemporain de Strasbourg.
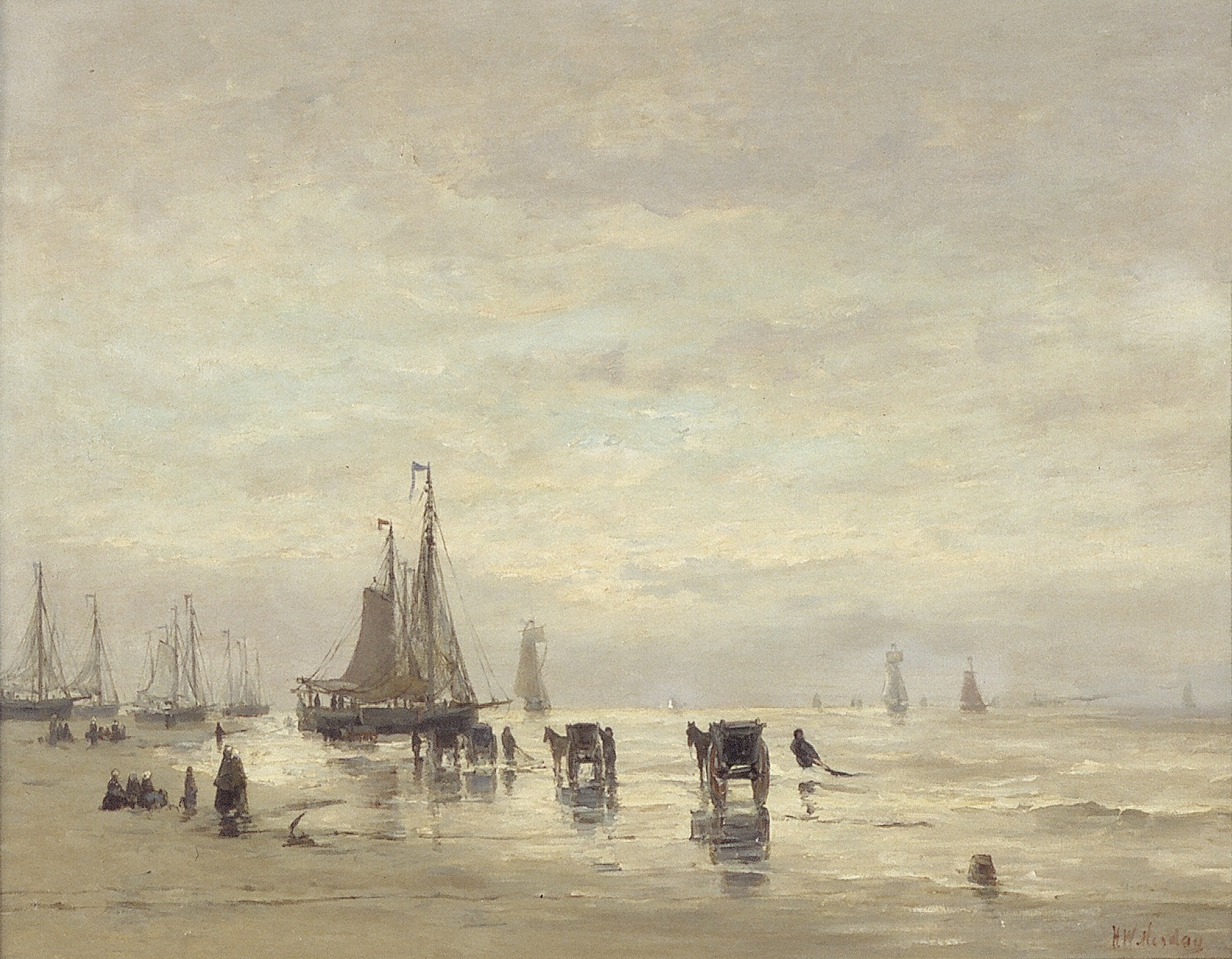
Plage avec des bateaux et des coquillages (seconde moitié du XIXe siècle), Amsterdam, Rijksmuseum.

## Distinction
- Chevalier de l'ordre de Léopold (7 février 1879)[3].